# Port Wentworth
Port Wentworth es una ciudad ubicada en el condado de Chatham en el estado estadounidense de Georgia. En el año 2000 tenía una población de 3276 habitantes. Es una ciudad fronteriza a la ribera sur del río Savannah que la separa de Carolina del Sur.

## Geografía
Port Wentworth se encuentra ubicada en las coordenadas 32°9′52″N 81°10′48″O / 32.16444, -81.18000 (32.164512, -81.180087).
Según la Oficina del Censo, la localidad tiene un área total de 42,7 km² (16,5 mi²), de la cual 42,6 km² (16,4 mi²) es tierra y 0,1 km² (0 mi²) (0.30%) es agua.

## Demografía
Según la Oficina del Censo en 2000 los ingresos medios por hogar en la localidad eran de $42,241, y los ingresos medios por familia eran $48,425. Los hombres tenían unos ingresos medios de $37,299 frente a los $23,244 para las mujeres. La renta per cápita para la localidad era de $19,919. 